# Matsui Iwane

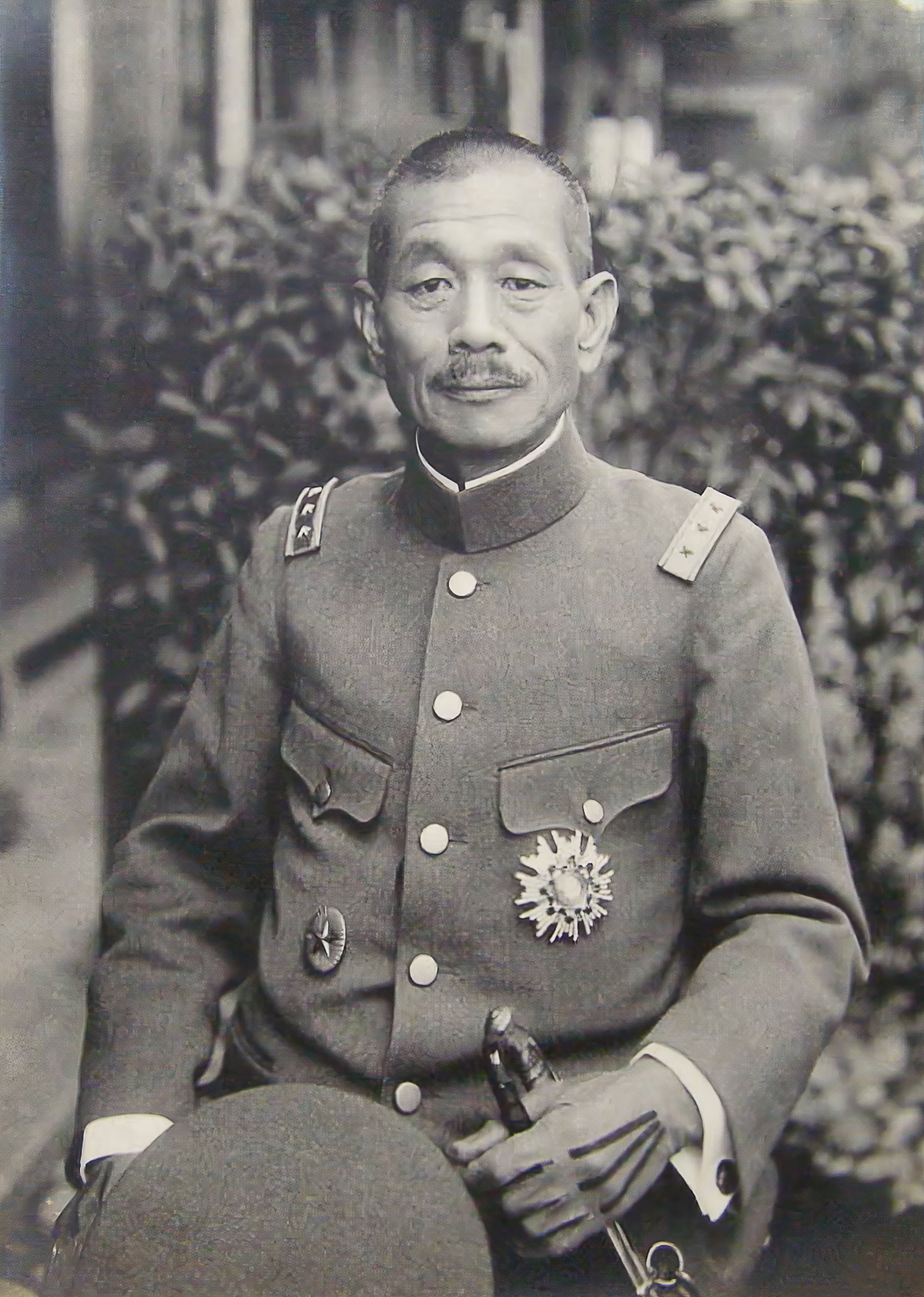
Matsui Iwane, ca. 1933

General Matsui Iwane (jap. 松井 石根 Matsui Iwane; * 27. Juli 1878 in der Provinz Owari, Präfektur Aichi; † 23. Dezember 1948 im Sugamo-Gefängnis, Tokio) war der kommandierende General der japanischen Truppen, die 1937 für das Massaker von Nanjing im Zweiten Japanisch-Chinesischen Krieg verantwortlich waren.
Matsui selbst war über die Kriegsverbrechen zutiefst empört, setzte sich aber nicht genügend für den Schutz der chinesischen Zivilbevölkerung ein. Er wurde deswegen während der Tokioter Prozesse zum Tode verurteilt und hingerichtet.

## Leben
Matsui Iwane wurde am 27. Juli 1878 als der sechste Sohn einer Samurai-Familie des Tokugawa-Geschlechts in der Provinz Owari der Präfektur Aichi geboren.
1897 beendete er seinen Lehrgang an der Japanischen Militärakademie. Als Oberleutnant kämpfte er 1904 bis 1905 im Russisch-Japanischen Krieg im nordöstlichen China, wo er bereits 1904 zum Hauptmann befördert wurde. 1909 wurde er zum Major und 1918 zum Oberst befördert.
Er erlangte 1933 den Rang eines Generals der japanischen Armee. Er schied 1935 aus dem aktiven Dienst aus. Im Sommer 1937 wurde er nach dem Beginn des Zweiten Japanisch-Chinesischen Krieges jedoch reaktiviert und am 15. August 1937 von Kaiser Hirohito persönlich zum kommandierenden General der japanischen Shanghai-Expeditionsarmee ernannt. Er erhielt wahrscheinlich von Hirohito persönlich den Auftrag, die damalige chinesische Hauptstadt Nanjing (Nanking) einzunehmen. Als er den kaiserlichen Palast nach der Zeremonie verließ, äußerte er sich gegenüber dem damaligen japanischen Premierminister Konoe Fumimaro folgendermaßen: „Es gibt keine andere Lösung, außer die Macht Chiang Kai-sheks durch die Eroberung Nanjings zu brechen. Das ist das, was ich zu tun habe.“
Matsui plante seinen Angriff auf die Stadt im November durchzuführen und ließ bereits seine Truppen aus Shanghai in Richtung auf die Stadt vorrücken. Er wurde jedoch aus unbekannten Gründen durch Hirohitos Onkel Prinz Asaka Yasuhiko ersetzt und erhielt stattdessen das Kommando über die gesamten japanischen Streitkräfte auf dem chinesischen Kriegsschauplatz, der Regionalarmee Zentralchinas. Am 10. Dezember begannen die nun von Asaka geführten Verbände den Angriff auf die Stadt, der am 13. Dezember nach der Kapitulation der verbliebenen Kuomintang-Truppen erfolgreich verlief.

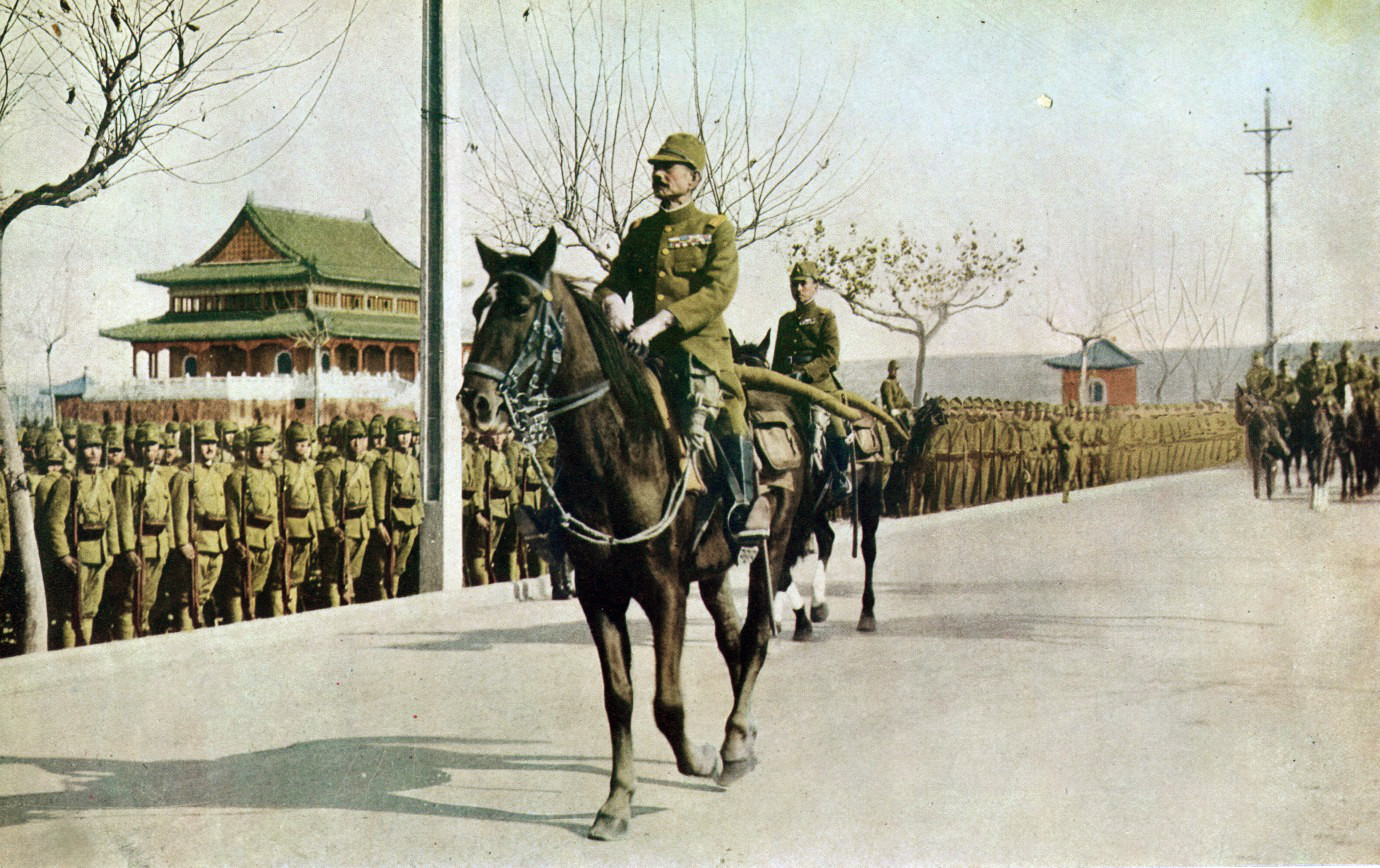
General Matsui reitet unter den Augen seiner Truppen in Nanjing ein (17. Dezember 1937)

### Massaker von Nanking

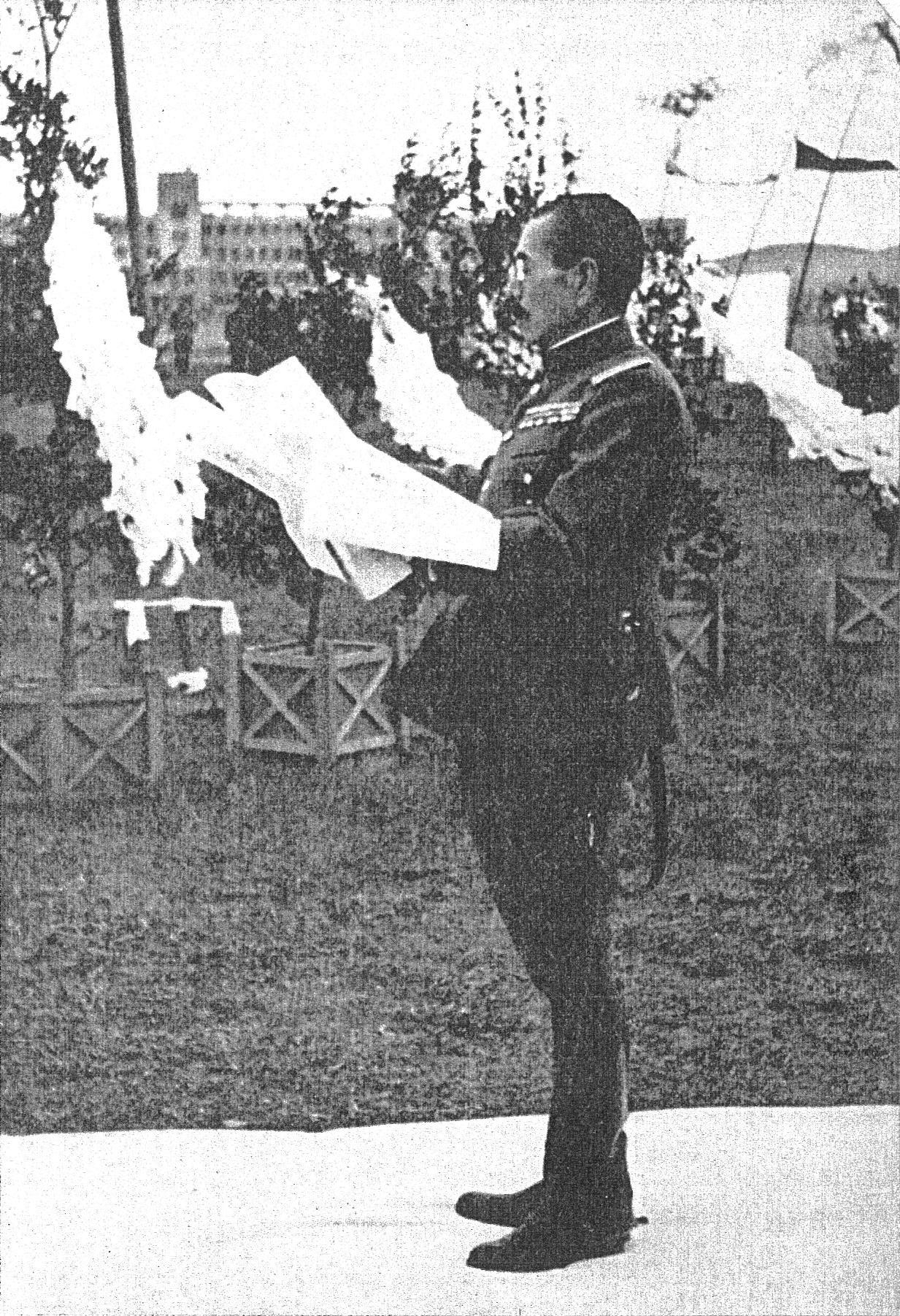
Matsui hält eine Rede bei der Gedenkfeier an die Gefallenen, die bei der Schlacht um Nanking starben (18. Dezember 1937)

Sofort nach dem militärischen Erfolg der japanischen Streitkräfte am 13. Dezember 1937 vollzogen sich in den darauffolgenden Wochen brutale Kriegsverbrechen, bei denen später insgesamt zwischen 200.000 und 300.000 Zivilisten ermordet und 20.000 Frauen und Kinder vergewaltigt wurden. Die Grausamkeiten wurden nur am 17. Dezember unterbrochen, als Matsui Iwane triumphalisch in die Stadt einzog, wo er dann bis zum 22. Dezember blieb. Obwohl Matsui wegen einer Tuberkulose-Erkrankung nicht anwesend war, als die von den japanischen Soldaten verübten Grausamkeiten begannen, hatte er davon gewusst. Seine Schuldfrage ist jedoch unter Historikern umstritten. Kurz vor seinem Tod im Dezember 1948 sprach Matsui zu seinem Gefängnisseelsorger:

„Als wir in Nanjing einmarschierten, gab ich bei der Gedenkfeier für die Gefallenen den Befehl, auch die chinesischen Opfer zu berücksichtigen. Von meinem Stabschef an abwärts verstand jedoch niemand, wovon ich sprach, und behauptete, dies würde sich entmutigend auf die Moral der japanischen Truppen auswirken. Also taten die Divisionskommandeure und ihre Untergebenen, was sie taten [...] Unmittelbar nach dem Gedenkgottesdienst versammelte ich meinen Stab und vergoss als Oberbefehlshaber Tränen der Wut. Prinz Asaka war ebenso anwesend wie der Oberbefehlshaber General Yanagawa. Auf jeden Fall sagte ich ihnen, dass die Steigerung des kaiserlichen Ansehens, die wir erreicht hatten, durch das randalierende Verhalten der Truppen mit einem Schlag zunichte gemacht worden war. Nachdem ich meine Rede beendet hatte, lachten sie mich jedoch alle aus. Einer der Divisionskommandeure ging sogar so weit zu sagen: 'Das war ja zu erwarten!'“

Am 1. Januar 1938 soll Matsui zu einem japanischen Diplomaten gesagt haben:

„Meine Männer haben etwas sehr Falsches und äußerst Bedauerliches getan.“

Auch seine Gedenkrede an die Gefallenen der Shanghai-Expeditionsarmee am 7. Februar 1938 enthielt die Anweisung, „den verschiedenen Berichten, die das Ansehen der japanischen Truppen beeinträchtigen, ein Ende zu setzen“. Am gleichen Tag noch schrieb er in sein Kriegstagebuch:

„Ich konnte heute nur Traurigkeit und Verantwortung empfinden, die sich in meinem Herzen festgesetzt haben. Die Ursache dafür ist das Fehlverhalten der Armee nach dem Fall von Nanjing und das Versäumnis, die autonome Regierung und andere politische Pläne voranzutreiben.“

Durch Angehörige des japanischen Auslandsnachrichtendienstes gelangte die Nachricht von dem Massaker an den japanischen Hof und die japanische Öffentlichkeit. Die japanische Regierung sah sich schließlich im März 1938 genötigt, sowohl Prinz Asaka als auch General Matsui von ihren Posten zu entbinden. Die Regionalarmee Zentralchina wurde darauf aufgelöst.

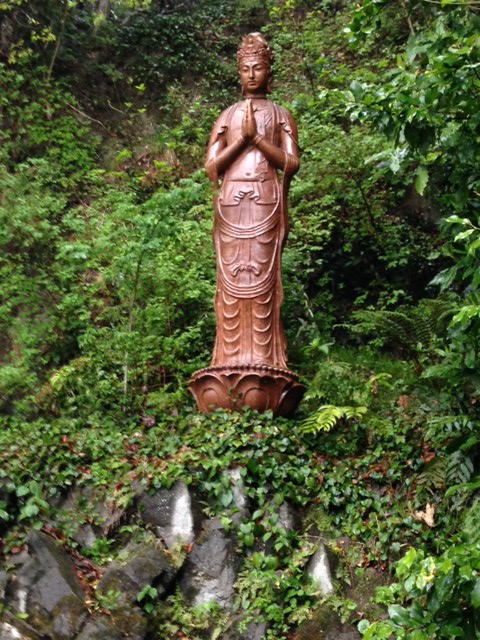
Die von Matsui errichtete Statue von Kannon ist mit dem Gesicht in Richtung Nanjing und deren Opfer ausgerichtet.

### Ruhestand und Tod
Nach seiner Entlassung aus der Armee kehrte Matsui in seinen Heimatort Atami zurück, wo er spätestens 1939 eine starke Nähe zum Amitabha-Buddhismus entwickelte und sogar versuchte seine shintoistische Familie zu konvertieren. In der Nähe seiner Villa wollte er dann einen buddhistischen Tempel bauen. Zusammen mit anderen ließ darauf im Februar 1940 einen Koa-Kannon-Tempel (興亜観音寺) in Atami errichten, welcher dann der japanischen Göttin der Gnade Kannon (Bodhisattva des Mitgefühls im ostasiatischen Mahayana-Buddhismus) geweiht wurde. Gewidmet wurde der Tempel den Gefallenen Japans, aber ebenso auch den chinesischen Opfern. Eine 3,3 Meter hohe Statue der Kannon wurde auch mit dem Gesicht genau in Richtung der Stadt Nanjing ausgerichtet. Den Tempelbau soll Matsui dann mit folgenden Worten beendet haben:

„Der China-Zwischenfall [von 1937] führte zu einem massiven Verlust an Menschenleben durch die gegenseitige Tötung von Freunden aus der Nachbarschaft. Dies ist die größte Tragödie der letzten eintausend Jahre. Dennoch ist dies ein heiliger Krieg zur Rettung der Völker Ostasiens [...] Indem ich die Kraft von Kannon anrufe, bete ich für die strahlende Zukunft Ostasiens.“

Matsui besuchte den Tempel jeden Tag, morgens und abends, und rezitierte dort das Avalokiteśvara Sūtra (Abschnitt aus dem Lotos-Sutra).
Für seine militärischen Leistungen wurde er am 29. April 1940 ausgezeichnet.

#### Tokioter Prozesse und Hinrichtung

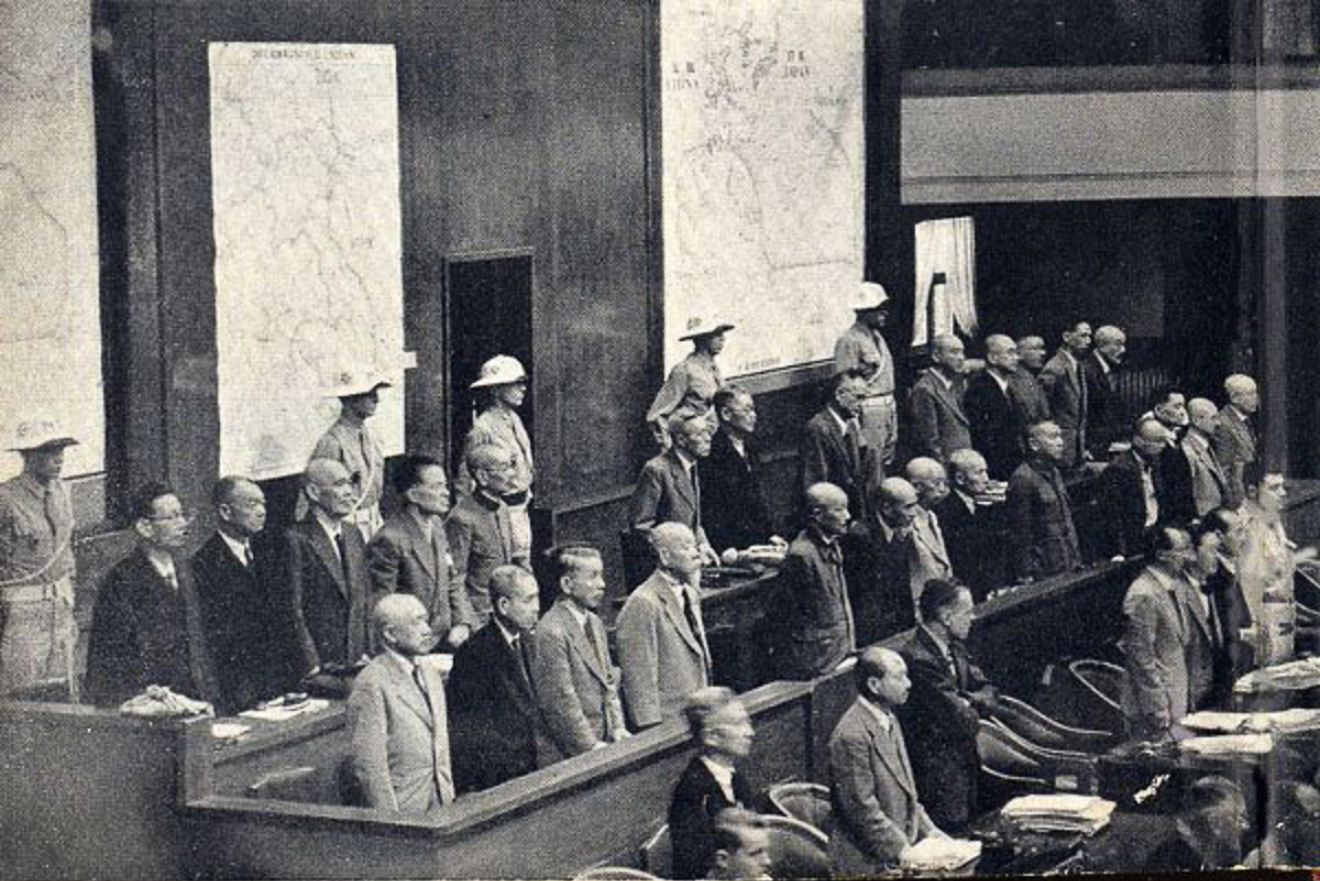
Matsui Iwane bei den Tokioter Prozessen (hintere Reihe, fünfter Platz; Zählung von links nach rechts)

Während der Tokioter Prozesse (1946–1948) nach der Kapitulation Japans wurde Iwane bezüglich der Kriegsverbrechen in Nanking mit den Worten „Er hat nichts oder nichts Wirksames getan, um diese Schrecken zu lindern“ (He did nothing, or nothing effective to abate these horrors) unter dem „Anklagepunkt 55“ (Vorsätzliche und rücksichtslose Vernachlässigung der Pflicht, angemessene Schritte zur Prävention von Gräueltaten einzuleiten) als schuldig befunden und zum Tod durch Erhängen verurteilt. Er wurde darauf am 23. Dezember 1948 im Sugamo-Gefängnis entsprechend hingerichtet. Zu seinem Gefängnisseelsorger sagte er noch am 9. Dezember:

„Ich schäme mich zutiefst für den Nanjing-Zwischenfall. [...] Ich kann nur sagen, dass ich sehr erfreut bin über das, was mit mir geschehen wird, in der Hoffnung, dass es bei möglichst vielen der damals anwesenden Militärs eine Gewissensprüfung auslösen wird. Auf jeden Fall sind die Dinge so gekommen, wie sie gekommen sind, und ich kann nur sagen, dass ich einfach nur sterben und im Reinen Land wiedergeboren werden möchte.“

Sein Leichnam wurde eingeäschert und die Asche im von ihm erbauten Tempel in Atami bestattet. Auch seine Uniform findet sich noch heute im Tempel ausgestellt.
General Asaka Yasuhikos dagegen, unter dem das Massaker begonnen hatte, wurde als Verwandter des Kaisers nie angeklagt, da General Douglas MacArthur allen Mitgliedern der Kaiserlichen Familie rechtliche Immunität garantiert hatte.

## Schuldfrage
Die Frage nach Matsuis Schuld und Verantwortung für die Kriegsverbrechen in Nanking ist kontrovers. Die Massaker begannen am 13. Dezember unter General Asaka Yasuhiko und dauerten sechs oder sieben Wochen. Matsui weilte in der Stadt jedoch nur zwischen dem 17. und 22. Dezember. Seinen Truppen soll er außerdem schon Anfang Dezember 1937 das Plündern und Brandstiften verboten haben.
Einige Historiker gehen davon aus, dass Matsui nach seinem Eintreffen die Gräueltaten trotz seines Rangs als General nicht beenden konnte, weil er die Befehle Asaka Yasuhikos, welcher ein Mitglied der kaiserlichen Familie war, nicht überstimmen konnte. Wichtig in dieser Diskussion ist auch sein Kriegstagebuch, da die darin dokumentierten Aufzeichnungen Matsui als eine möglicherweise höchst widersprüchliche Persönlichkeit zu erkennen geben.